# Nox (Band)
Nox (Eigenschreibung NOX) war eine Popband aus Ungarn. Der Name der Band stammt aus der römischen Mythologie, in der Nox die Personifizierung der Nacht/Finsternis, entsprechend der griechischen Nyx, darstellt.

## Geschichte
Seit ihrem Debütalbum Örökség avancierten Nox zu Superstars in Ungarn. Örökség erreichte innerhalb der ersten drei Monate Goldstatus in ihrem Heimatland. Bekannt waren Nox aber auch in den Nachbarländern Ungarns wie Rumänien und Slowenien. Nox wurde eigentlich um das Duo aus der Leadsängerin Szilvia Péter Szabó und dem Choreograph Tamás Nagy aufgebaut, umfasste aber mittlerweile schon 14 Mitglieder. Für verschiedene Projekte holten sie sich auch immer wieder die Unterstützung anderer Künstler.
Der ungarische Rundfunk MTV hatte 36 Titelvorschläge als Ungarns Beitrag zum Eurovision Song Contest 2005 eingereicht bekommen, darunter auch Forogj világ (Dreh dich, Welt) von Nox. Eine Fachjury wählte daraus zwölf Titel, die am 13. März 2005 im nationalen Vorentscheid (Eurovíziós Dalverseny – Magyarországi Elődöntő) um die Fahrkarte zum Contest in Kiew kämpften. Nox gelang es sich gegen die elf Mitstreiter durchzusetzen und wurde somit zum offiziellen Vertreter Ungarns beim ESC. Nach Überstehen der Vorrunde erreichte Nox am 21. Mai 2005 schließlich im Finale mit 97 Punkten den 12. Platz unter 24 Teilnehmern. Mit Nox nahm Ungarn das erste Mal wieder seit dem Eurovision Song Contest 1998 an diesem Wettbewerb teil.

## Stil
Die Musik von Nox stellt eine Mischung aus nationalen Volksweisen und Elektro-Klängen dar. Ihr Spektrum reichte von Pop über Rock bis Folk und auch Tanz-Elemente ähnlich wie das Event von Riverdance umfassten ihre Darbietungen.

## Diskografie
Alben (Verkäufe)
- 2002: Örökség (Erbschaft) (25.000; HU: Gold)[3]
- 2003: Bűvölet (Zauber) (46.000; HU: Platin)
- 2004: Arany Karácsony (Goldene Weihnacht) (24.000; HU: Platin)
- 2005: Ragyogás (Glanz) (13.000; HU: ×2Doppelplatin )
- 2006: Örömvölgy (Freudental) (30.000; HU: ×2Doppelplatin )
- 2007: Csendes (Still) (7.500; HU: Gold)
- 2008: Időntúl (Durch die Zeiten) (15.000; HU: Gold)
- 2009: Most (Jetzt)